# Eriosyce aurata

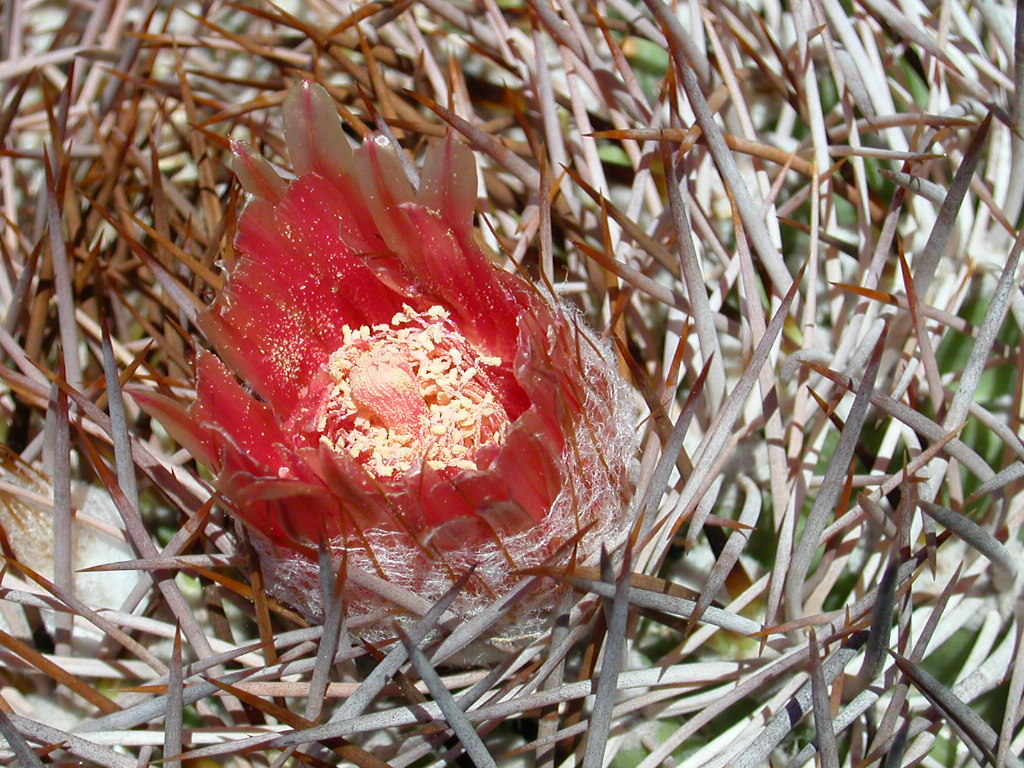
Einzelne Blüte an Standortpflanze

Eriosyce aurata ist eine Pflanzenart in der Gattung Eriosyce aus der Familie der Kakteengewächse (Cactaceae). Das Artepitheton aurata stammt aus dem Lateinischen, bedeutet ‚golden‘ und verweist auf die vorherrschende Farbe der Dornen der Art. Ein spanischer Trivialname ist „Sandillón“.

## Beschreibung
Eriosyce aurata wächst einzeln mit grünen, fast kugelförmigen bis kugelförmigen oder manchmal verlängerten Trieben und erreicht Durchmesser von 10 bis 50 Zentimeter. Ihr Scheitel ist kahl oder leicht bewollt. Die Wurzeln sind faserig. Es sind zwischen 24 und mehr als 42 Rippen vorhanden, die zwischen den Areolen eingedrückt sind. Die nadeligen, aufwärts gebogenen Dornen sind gelblich bis hornfarben und werden später gräulich. Die vier bis acht stark aufwärts gebogenen Mitteldornen sind 2,5 bis 4,5 Zentimeter lang. Die zwölf bis 16 Randdornen sind 2,5 bis 4 Zentimeter lang.
Die trichterförmigen, gelben bis rötlichen Blüten erscheinen aus älteren Areolen kreisförmig um den Scheitel. Sie sind 3 bis 3,5 Zentimeter lang und weisen einen Durchmesser von 2,2 Zentimeter auf. Ihre Blütenröhre und das Perikarpell sind vollständig mit dichter weißer Wolle und einigen Schuppen bedeckt. Die verlängerten Früchte sind mit Wolle und einigen Schuppen besetzt. Sie reißen mit einer basalen Pore auf.

## Verbreitung, Systematik und Gefährdung
Eriosyce aurata ist in Nord- und Zentralnord-Chile von der Region Atacama bis nach Santiago verbreitet und wächst an den Andenhängen in Höhenlagen von 300 bis 2800 Metern.
Die Erstbeschreibung als Echinocactus auratus erfolgte 1846 durch Ludwig Georg Karl Pfeiffer. Curt Backeberg stellte die Art 1936 in die Gattung Eriosyce.
In der Roten Liste gefährdeter Arten der IUCN wird die Art als „Least Concern (LC)“, d. h. als nicht gefährdet geführt.

## Nachweise